# Hello Hemingway
Hello Hemingway ist ein kubanischer Film. Er wurde auf dem Havana Film Festival 1990 mit dem Gran Coral ausgezeichnet.

## Handlung
Larita, ein junges Mädchen aus Havanna, bereitet sich auf ihre Abiturprüfungen vor. Ihr Ziel ist ein Stipendium in den USA. Sie liest den Roman Der alte Mann und das Meer des Schriftstellers Ernest Hemingway, der in ihrer Nachbarschaft lebt. Aus dem Buch zieht sie die Lehre, dass man zwar besiegt werden kann, aber niemals aufgeben darf.

## Kritik
„...Da gibt es sehr viele Gefühle, in ihrem Gesicht, in ihrem Innern. Und das kann man mit Worten nicht beschreiben. Aber das, was die Schauspielerin in dem Moment gefühlt hat, ist, daß das Leben ihr viele Dinge beigebracht hat. Sie läßt die Jugend hinter sich, und sie beginnt, erwachsen zu werden, dem Leben entgegenzutreten. Sie öffnet sich gegenüber dem Leben. Das Leben ist ja nicht nur glücklich oder traurig. […] Larita lernt, daß man für seinen Traum kämpfen muß. Und es ist nicht wichtig, daß man ihn erreicht. Was zählt, ist, daß man gekämpft hat. …“ Fernando Pérez
„Auch der zweite Spielfilm von Fernando Pérez spielt vor dem Hintergrund der Batista-Diktatur und des Widerstands Jugendlicher. Im Mittelpunkt steht jedoch die Geschichte einer doppelten Entdeckung. Die Abiturientin Lara ergründet die Literatur und verliebt sich in Hemingways ‘Der alte Mann und das Meer’, was ihr Freund so gar nicht nachvollziehen kann. Zugleich stößt sie mit den harten gesellschaftlichen Verhältnissen des Batista-Regimes zusammen und lernt dabei, ihre eigenen Fähigkeiten besser einzuschätzen. Fernando Pérez schildert dies mit der großen Sensibilität, die er bei der Darstellung von Jugendlichen in all seinen Filmen bewiesen hat.“ Peter B. Schumann